# Второй болгарский легион
Второй болгарский легион (болг. Втора българска легия) — добровольное формирование, которое прошло обучение в Белграде в 1867—1868 годах, чтобы поднять национально-освободительное восстание болгар против Османской империи.
По аналогии с первым болгарским легионом созданным пять лет назад, второй легион входил в планы сербского князя Михаила Обреновича по общей войне балканских христиан против Османской империи. В контексте переговоров с частью болгарской эмиграции для создания сербско-болгарского царства, осенью 1867 власти созывают добровольцев для запланированного восстания в Болгарии. Сотрудничеству способствует дипломатически и финансово Россия, которая стремится восстановить своё влияние на Балканах после поражения в Крымской войне. Давление со стороны других Великих держав: (Франция, Австро-Венгрия, Британия) и падение Илии Гарашанина власти приходят к изменению в сербской политике и отказу от военных приготовлений. Это и недовольство добровольцев из-за претензий на западноболгарские земли, привели к распуску легиона в апреле 1868 года. Большинство из его участников переправились из Сербии в Румынию, где сформировали ядро отряда под командованием Хаджи Димитра и Стефана Караджа. Другие, такие как Васил Левски отказываются от четнической тактики и посторонней помощи, и взялись за создание революционной организации в Болгарии.